# Слово президента
Слово президента   — роман в жанре технотриллера американского писателя Тома Клэнси. Опубликован 1 июля 1996 года. Прямой сиквел романа «Долг чести». В романе повествуется о борьбе американских вооружённых сил и спецслужб с международным заговором исламистов.  

## Описание сюжета
Райан стал президентом в результате атаки пилота-камикадзе, уничтожившего Сенат вместе со всем правительством. Америка подвергается заражению вирусом Эбола со стороны режима аятоллы Объединенной Исламской республики (объединённых Ирана и Ирака), который планирует захватить Саудовскую Аравию. Происходит сближение России с США, вызванное растущей китайской угрозой, Головко активно назначает «нужных людей», в том числе Бондаренко, на высшие посты. Террористы совершают нападение на детсад, захватив в заложники дочь Райана. Райан перебрасывает две бригады в Саудовскую Аравию и вынуждает индийского премьер-министра снять блокаду Ормузского пролива. Американские, саудовские и кувейтские силы разбивают превосходящую по силам танковую «Армию Аллаха». Американский бомбардировщик уничтожает аятоллу. Райан признает независимость Тайваня и декларирует «доктрину Райана» — теперь никто не сможет безнаказанно истреблять американских граждан.

## Отзывы
Роман занял первое место в списке бестселлеров газеты The New York Times